# Marc Pajot
Marc Pajot (La Baule-Escoublac, 21 de setembro de 1953) é um velejador francês, medalhista olímpico. Ele competiu nos Jogos Olímpicos de Verão de 1972 na classe Flying Dutchman e conquistou a medalha de prata, ao lado de Yves Pajot.
Ele foi cinco vezes campeão mundial, vencedor da rota transatlântica Route du Rhum, duas vezes semifinalista representando a França na Copa América como gerente de projeto e capitão. Durante a sua carreira como profissional da vela esteve também envolvido na construção de vários navios. Pajot recebeu diversas condecorações, incluindo a Ordre national du Mérite e a Ordre du Mérite Maritime.